# Cats and Dogs
Cats and Dogs – esej H.P. Lovecrafta, poświęcony różnicom pomiędzy psami a kotami. Został napisany 23 października 1926 roku i przeznaczony był na spotkanie klubu Blue Pencil Club w Nowym Jorku, poświęcone różnicom między tymi zwierzętami (Lovecraft nie był osobiście obecny na spotkaniu, gdyż przebywał w Providence; jego tekst został odczytany przez Jamesa F. Mortona). Po raz pierwszy ukazał się drukiem w 1937 roku w czasopiśmie „Leaves”. 
Esej składa się z 6050 słów. Przedstawia koty jako zwierzęta niezależne, piękne, dumne i arystokratyczne, przeciwstawiając je mniej (zdaniem autora) inteligentnym i urodziwym psom, które pisarz postrzega jako zwierzęta plebejskie, zależne od człowieka. 
Przy pierwszym druku utworu redaktor R.H. Barlow zdecydował się usunąć z niego kontrowersyjne fragmenty, zawierające atak na demokrację i pochwały faszyzmu. W 1949 roku esej ukazał się w zbiorze Something About Cats and Other Pieces jako Something about Cats.